# Бухрашвили, Шота Ефремович
Шота́ Ефре́мович Бухрашви́ли — советский хозяйственный и политический деятель.

## Биография
Родился в 1924 году в Тбилиси. Член КПСС.
Участник Великой Отечественной войны: разведчик 51-й стрелковой бригады
Окончил Грузинский политехнический институт.
В 1950—1959 гг. — инженерный работник в строительстве Грузинской ССР.
В 1959—1962 гг. — первый секретарь Чиатурского горкома КП Грузинской ССР.
В 1962—1963 гг. — начальник отдела капитального строительства Госплана Грузинской ССР.
В 1963—1965 гг. — первый заместитель председателя Тбилисского горисполкома.
В 1965—1973 гг. — председатель Тбилисского горисполкома.
Депутат Совета Национальностей Верховного Совета СССР 7-го и 8-го созывов. Делегат XXII, XXIII и XXIV съездов КПСС.
Умер в 1979 году в Тбилиси.